# Delly-Szabó Géza
Delly-Szabó Géza (Somogycsurgó, 1883. május 19. – Kolozsvár, 1961. november 1.) erdélyi magyar zeneszerző, karnagy.

## Élete
A szülővárosában tanítóképzőt végzett, majd 1904-ben Münchenben Max Regernél folytatott zenei tanulmányokat. 1908-tól az 1947-es nyugdíjazásáig a kolozsvári evangélikus iskolában volt tanító.
1908 és 1910 között a kolozsvári Konzervatóriumban Farkas Ödön tanítványa volt. 1910-től a zeneszerzői szakon összhangzattant tanított.
1925-től kezdődően a nyomdászok Gutenberg Kórusát és Zenekarát vezette, emellett egy ideig karnagyként tevékenykedett a fa-, bőr- és építőipari munkások szakszervezeti kórusainál.
Bartók Béla egyik első méltatója volt. Bartók, Sabin Drăgoi, Kodály Zoltán és saját maga által gyűjtött népdalokat dolgozott fel énekkarra vagy énekhangra zongorakísérettel, klasszikus-romantikus stílusban. Számos kortárs és klasszikus magyar költő verseit zenésítette meg (Ady Endre, Arany János, Áprily Lajos, Bárd Oszkár, Bodor Pál, Erdős Renée, Gyóni Géza, Jékey Aladár, Kányádi Sándor, Petőfi Sándor, Reményik Sándor, Sipos Domokos, Tompa László, Walter Gyula) több versét.
Fia, Szabó Géza zongoraművész, unokája Tomosvary Szabo Geza Segismundo gordonkaművész.

## Művei
- Sappho (opera), 1917
- B-A-B-A szvit, 1922
- Air hegedűre és zongorára, 1924
- Eredeti székely-csángó és kalotaszegi népdalok, 1925
- Székely, csángó és kalotaszegi népdalok énekhangra zongorakísérettel, 1927
- Missa solemnis, 1931
- A solfege-tanítás új módszere, 1933
- Csáki bíró lánya, 1935
- Nótabokréta. 77 eredeti magyar, székely, csángó és kalotaszegi népdal vegyeskarra. I–V., 1935-36
- Gradus ad Paganini (hegedűiskola), 1939
- Páter gvárdián (opera), 1946
- A kontár (zenés történelmi játék), 1952